# Lý Tuấn (Bắc Ngụy)
Lý Tuấn (chữ Hán: 李峻, ? – ?), tự Trân Chi, người huyện Mông, quận (quốc) Lương , ngoại thích, quan viên nhà Bắc Ngụy.

## Cuộc đời
Cha là Lý Phương Thúc, vốn là Tế Âm thái thú nhà Lưu Tống. Thời Văn Thành đế, Tuấn bị gián điệp chiêu dụ, bèn quy hàng nhà Bắc Ngụy; các em trai Đản, Nghi, Nhã, Bạch, Vĩnh trước sau cũng đi theo ông, định cư ở huyện Vệ Quốc, quận Đốn Khâu .
Nhờ có em gái Tuấn là Lý quý nhân (mẹ đẻ của Hiến Văn đế, được truy tôn Văn Thành Nguyên hoàng hậu), Lý Phương Thúc được truy tặng Đốn Khâu Hiến vương; Tuấn được bái làm Trấn tây tướng quân, Kính Châu thứ sử, Đốn Khâu công; các em của Tuấn là Đản, Nghi, Nhã cũng được phong công tước, cả gia tộc trở nên vẻ vang.
Về sau Tuấn được tiến tước làm vương, trưng về kinh sư nhận chức Thái tể. Không rõ Tuấn mất khi nào, thụy là Tuyên.

## Hậu nhân
- Con trai của Tuấn là Lý Túc được tập tước, có tội nên bị lột tước. Con của Túc là Lý Vân được phong Đốn Khâu nam.
- Con trai Lý Đản là Lý Sùng được tập tước Trần Lưu công, là người nổi tiếng nhất trong gia tộc, sử cũ có truyện.